# 移剌杰
移剌杰，契丹族，移剌氏（耶律氏），金朝学者、官员。
移剌杰初任翰林修撰。金世宗大定年间，始开女真进士科，大定十三年（1173年）八月，与侍御史完颜蒲涅、太常博士李晏等为主考，策女真进士。徒单镒等二十七人及第。大定十五年（1175年），世宗下诏，以女真文翻译诸经，移剌杰受命讲究经义。大定十七年（1177年），因契丹人移剌窝斡在完颜亮末年，举兵反金，世宗为防后患，命他随同签枢密院事统石烈奥也等迁徙参与起事的西北路人安置于上京、济州、利州等路，分而治之。大定十八年（1178年），受任编修起居注，谏言史官应与闻朝仪，被世宗采纳。金代朝奏开始是屏人议事，不避记注官从此开始。